# Natriumfluorid
Natriumfluorid er en uorganisk kemisk forbindelse mellem natrium og fluor med den kemiske formel NaF. Et farveløst faststof og en kilde til fluorid-ionet i diverse anvendelser. Natriumfluorid er billigere og mindre hygroskopisk end det relaterede salt kaliumfluorid.
| Kemi | Spire Denne artikel om kemi er en spire som bør udbygges. Du er velkommen til at hjælpe Wikipedia ved at udvide den. |